# Doyleanthus
Doyleanthus é um género monotípico de plantas com flores pertencentes à família Myristicaceae. A única espécie é Doyleanthus arillata.
A sua área de distribuição nativa é Madagáscar.